# Tache Indian Reserve 1
Tache Indian Reserve 1 är ett reservat i Kanada.   Det ligger i provinsen British Columbia, i den centrala delen av landet, 3 600 km väster om huvudstaden Ottawa. Tache Indian Reserve 1 ligger vid sjön Stuart Lake.
I omgivningarna runt Tache Indian Reserve 1 växer i huvudsak blandskog. Runt Tache Indian Reserve 1 är det ganska glesbefolkat, med 24 invånare per kvadratkilometer.